# Nigel Burgess
Nigel Allan Burgess (* 1942 in Cheam, Surrey; † 1992) war ein britischer Einhandsegler, Kapitän und Geschäftsmann. Er nahm an der OSTAR und der Vendée Globe teil. Mit Nigel Burgess Yacht Brokers gründete er ein Unternehmen, das bis heute zu den führenden Yachtmaklern der Welt gehört, und war 2008 für den Verkauf der Yacht von Saddam Hussein verantwortlich.

## Leben
Nigel Allan Burgess wurde 1942 geboren und besuchte das Thames Nautical Training College. Er diente bei der Royal Fleet Auxiliary (RFA) und erwarb das Kapitänspatent. Seine erste große Einhandregatta war das Observer Single-Handed Trans-Atlantic Race im Jahr 1968, an dem er mit seiner Yacht Dogwatch teilnahm.
Nach seinem Ausscheiden aus der RFA gründete er die Firma Nigel Burgess Yacht Brokers.
Anschließend nahm er 1988 mit der Dogwatch A an der Carlsberg Single-Handed Trans-Atlantic Race teil und wurde Erster in seiner Klasse.
1992 nahm er an der Vendée Globe teil und ging auf See verloren. Er wurde am 26. November 1992 im Golf von Gasconge gefunden. Seine Yachtmaklerfirma, die später einfach als Brokers Burgess Yachts bekannt wurde, wurde unter der Leitung des Miteigentümers Jonathan Beckett weitergeführt.